# Liste der Monuments historiques in Marcellois
Die Liste der Monuments historiques in Marcellois führt die Monuments historiques in der französischen Gemeinde Marcellois auf.

## Liste der Objekte
| Bezeichnung                        | Beschreibung                          | Standort                                   | Kennzeichnung | Schutzstatus | Datum | Bild |
| ---------------------------------- | ------------------------------------- | ------------------------------------------ | ------------- | ------------ | ----- | ---- |
| Altar                              | Holz, 17. Jahrhundert                 | in der Kirche Nativité-de-la-Vierge (Lage) | PM21001403    | Classé       | 1931  |      |
| Skulptur Sitzende Madonna mit Kind | Holz, farbig gefasst, 15. Jahrhundert | in der Kirche Nativité-de-la-Vierge (Lage) | PM21003468    | Inscrit      | 1973  |      |
| Skulptur Heiliger Rochus           | Holz, farbig gefasst, 17. Jahrhundert | in der Kirche Nativité-de-la-Vierge (Lage) | PM21003469    | Inscrit      | 1973  |      |